# Вороны (Тверская область)
Вороны — деревня в Жарковском районе Тверской области. Входит в состав Щучейского сельского поселения.

## История
До 2013 года деревня входила в состав упразднённого в настоящее время Троицкого сельского поселения. 

## География
Деревня расположена в 11 километрах к юго-западу от районного центра, посёлка городского типа Жарковский. Ближайшие населённые пункты — деревни Агеево и Ижорино.
Улицы
В деревне три улицы и два переулка:
- ул. Молодежная
- ул. Полевая
- ул. Центральная
- Лесной пер.
- Малый пер.

Часовой пояс
Деревня Вороны, как и вся Тверская область находится в часовой зоне МСК (московское время). Смещение применяемого времени относительно UTC составляет +3:00.

## Население
| 2010 |
| ---- |
| 92   |

В 2002 году население деревни составляло 130 человек.
Национальный состав
Согласно результатам переписи 2002 года, в национальной структуре населения русские составляли 97 % от жителей.